# PGC 64638
LEDA/PGC 64638, auch UGC 11551, ist eine Spiralgalaxie vom Hubble-Typ Sbc im Sternbild Adler am Nordsternhimmel. Sie ist schätzungsweise 226 Millionen Lichtjahre von der Milchstraße entfernt und hat einen Durchmesser von etwa 100.000 Lichtjahren. Vom Sonnensystem aus entfernt sich das Objekt mit einer errechneten Radialgeschwindigkeit von näherungsweise 4.900 Kilometern pro Sekunde.
Gemeinsam mit NGC 6906 und PGC 64652 bildet sie die kleine NGC 6906-Gruppe oder LGC 435.
Im selben Himmelsareal befinden sich unter anderem die Galaxien NGC 6901, PGC 64629, PGC 1302585.